# Lesley Fera
Lesley Fera (sinh 23 tháng 11 năm 1971) là nữ diễn viên người Mỹ. Cô được biết đến qua vai Veronica Hastings trong sê-ri Pretty Little Liars đài ABC. Fera cũng từng diễn các vai phụ trong 24, CSI: Miami và Southland.